# Liste der Bodendenkmäler in Borgholzhausen
Die Liste der Bodendenkmäler in Borgholzhausen enthält die denkmalgeschützten unterirdischen baulichen Anlagen, Reste oberirdischer baulicher Anlagen, Zeugnisse tierischen und pflanzlichen Lebens und paläontologischen Reste auf dem Gebiet der Stadt Borgholzhausen im Kreis Gütersloh in Nordrhein-Westfalen (Stand: 4. Mai 2017). Diese Bodendenkmäler sind in Teil B der Denkmalliste der Stadt Borgholzhausen eingetragen; Grundlage für die Aufnahme ist das Denkmalschutzgesetz Nordrhein-Westfalen (DSchG NRW).
| Bild                     | Bezeichnung                                                                                  | Lage                                        | Beschreibung | Bauzeit         | Eingetragen seit | Denkmal- nummer |
| ------------------------ | -------------------------------------------------------------------------------------------- | ------------------------------------------- | ------------ | --------------- | ---------------- | --------------- |
|                          | Siedlungsplatz der jüngeren Steinzeit                                                        | Berghausen Brinkstraße                      |              |                 | 21.09.1992       | 1               |
| Spalthöhle Pfaffenkammer | Spalthöhle Pfaffenkammer                                                                     | Südhang des Osberges Karte                  |              | 13. Jahrhundert | 21.09.1992       | 2               |
|                          | Siedlungsplatz der vorrömischen Eisenzeit                                                    | Barnhausen Bielefelder Straße (L 785)       |              |                 | 21.09.1992       | 3               |
|                          | Gräberfeld der späten römischen Kaiserzeit und des frühen Mittelalters                       | Oldendorf                                   |              |                 | 21.09.1992       | 4               |
|                          | Wallkörper                                                                                   | südöstlich des Holtfelder Schlosses         |              |                 | 21.09.1992       | 5               |
|                          | Siedlungsplatz der vorrömischen Eisenzeit, der römischen Kaiserzeit, des frühen Mittelalters | Barnhausen Bielefelder Straße (L 785)       |              |                 | 21.09.1992       | 6               |
|                          | Gräberfeld der jüngeren Bronzezeit und der vorrömischen Eisenzeit                            | Casum Hesselteicher Straße (K 23)           |              |                 | 21.09.1992       | 7               |
|                          | Siedlungsplatz der Altsteinzeit                                                              | Cleve                                       |              |                 | 21.09.1992       | 8               |
|                          | Wallanlage (Mittelalterl. Stadtwüstung Clever Neustadt)                                      | Cleve zwischen der B 68 und Burg Ravensberg |              |                 | 21.09.1992       | 9               |
|                          | Wehrlanlage zur mittelalterlichen Burg Ravensberg                                            | Cleve                                       |              |                 | 21.09.1992       | 10              |
|                          | Hohlwegbündel (Schlucht der Hessel - Wichlinghauser Paß)                                     | Wichlinghausen                              |              |                 | 21.09.1992       | 11              |
|                          | „aufgelassener Steinbruch“                                                                   | 400 m südwestlich der Johannis-Egge         |              |                 | 13.12.2013       | 12              |
|                          | „Binnengräfte der Hauptburg Haus Brincke“                                                    | Haus Brincke 1                              |              |                 | 04.05.2017       | 13              |